# Irtyš
L'Irtyš (in russo Иртыш?; in kazako Ертіс?, Ertis; in tataro Иртеш, İrteş; in cinese: 額爾齊斯河T, 额尔齐斯河S, É'ěrqísī HéP; in ostiaco Тангат, Tangat) è un fiume dell'Asia centrale, il maggior affluente dell'Ob'.
Il suo nome significa "fiume bianco"; ha lunghezza maggiore del fiume Ob' stesso, se misurata dalla sorgente al punto di confluenza. Il principale affluente dell'Irtyš è il fiume Tobol. L'Irtyš, unitamente all'Ob', forma uno dei maggiori bacini idrografici in Asia e nel mondo, che comprende gran parte della Siberia occidentale e dei monti Altaj.

## Percorso
Il fiume ha origine nella Cina nordoccidentale, dal versante meridionale della catena dell'Altaj mongolo.
Nel suo primo tratto (dalla sorgente al lago Zajsan nel Kazakistan) l'Irtyš (chiamato Irtyš nero) attraversa il pedemonte meridionale dell'Altaj, percorrendo una valle piuttosto stretta; superato il lago Zajsan, ormai in territorio kazako, il fiume incontra gli sbarramenti idroelettrici situati presso Buchtarminsk e, dopo alcune centinaia di chilometri, Öskemen.
Superata Öskemen, la valle del fiume si allarga; il fiume attraversa l'arida steppa di Kulunda, ricevendo gli affluenti Kal'džir, Kurčum, Narym, Buchtarma, Ul'ba, Uba dalla destra idrografica, Kyzylsu e Čar dalla sinistra, e bagnando le importanti città kazake di Semey (ex Semipalatinsk) e Pavlodar.
Entrato in territorio russo, il fiume bagna la città di Omsk nei pressi della confluenza da destra dell'affluente Om', a valle della quale entra nel piatto e paludoso bassopiano siberiano occidentale; riceve la Tara, nei pressi della cittadina omonima e, più a valle, l'Uj, l'Oša, il Šiš, il Tuj e l'Išim. La valle del fiume ha, in questo tratto, una larghezza media di circa 20 chilometri.
Dopo la confluenza con il Vagaj, il fiume presso Tobol'sk riceve il Tobol, uno dei suoi maggiori affluenti, e prende direzione settentrionale; riceve da destra il Turtas e la Dem'janka, e da sinistra la Konda, prima di sfociare nell'Ob' presso la città di Chanty-Mansijsk.

## Importanza economica
La maggior parte del fiume è navigabile tra aprile e ottobre, quando la superficie non è gelata, ed è percorso da battelli per passeggeri e merci e da navi cisterna. La città di Omsk ospita la sede della Compagnia di Navigazione del fiume Irtyš, di proprietà statale, ed è il più grande porto fluviale della Siberia occidentale. Importanti centrali idroelettriche a Öskemen (1952) e a Bachtarminsk (1959), vicino al confine tra il Kazakistan e la Cina sfruttano le acque dell'Irtyš. Il fiume alimenta il canale Irtyš-Karaganda che irriga le aride steppe del Kazakistan.
Presso Chanty-Mansijsk è attraversato dal ponte autostradale Drago rosso, inaugurato nel 2004.

## Storia
Le regioni rivierasche dell'Irtyš furono occupate da cinesi, calmucchi e mongoli, fino all'arrivo dei russi verso la fine del XVI secolo. I russi completarono la conquista del bacino del fiume all'inizio del XIX secolo. Lungo il fiume Irtyš e dintorni un gran numero di monumenti naturali, storici e monumenti architettonici, di cui le interessanti destinazioni turistiche..